# Folsom (Califòrnia)
Folsom és una població dels Estats Units a l'estat de Califòrnia. Segons el cens del 2000 tenia 51.884 habitants.

## Demografia
Segons el cens del 2000, Folsom tenia 51.884 habitants, 17.196 habitatges, i 12.518 famílies. La densitat de població era de 921,5 habitants/km².
Dels 17.196 habitatges en un 39,1% hi vivien nens de menys de 18 anys, en un 61,7% hi vivien parelles casades, en un 8% dones solteres, i en un 27,2% no eren unitats familiars. En el 21,8% dels habitatges hi vivien persones soles el 7,1% de les quals corresponia a persones de 65 anys o més que vivien soles. El nombre mitjà de persones vivint en cada habitatge era de 2,61 i el nombre mitjà de persones que vivien en cada família era de 3,08.
Per edats la població es repartia de la següent manera: un 24,2% tenia menys de 18 anys, un 6,6% entre 18 i 24, un 39% entre 25 i 44, un 21,4% de 45 a 60 i un 8,8% 65 anys o més.
L'edat mediana era de 36 anys. Per cada 100 dones de 18 o més anys hi havia 131 homes.
La renda mediana per habitatge era de 73.175 $ i la renda mediana per família de 82.448 $. Els homes tenien una renda mediana de 60.616 $ mentre que les dones 42.434 $. La renda per capita de la població era de 30.210 $. Entorn del 2,6% de les famílies i el 7,3% de la població estaven per davall del llindar de pobresa.

## Poblacions més properes
El següent diagrama mostra les poblacions més properes.